# Bernardo Pérez (judoka)
Bernardo Pérez (20 de mayo de 1976) es un deportista dominicano que compitió en judo. Ganó dos medallas de bronce en el Campeonato Panamericano de Judo en los años 1996 y 1997.

## Palmarés internacional
| Campeonato Panamericano | Campeonato Panamericano | Campeonato Panamericano | Campeonato Panamericano |
| Año                     | Lugar                   | Medalla                 | Categoría               |
| ----------------------- | ----------------------- | ----------------------- | ----------------------- |
| 1996                    | San Juan (Puerto Rico)  | Medalla de bronce       | –60 kg                  |
| 1997                    | Guadalajara (México)    | Medalla de bronce       | –60 kg                  |